# Prionolabis mendli
Prionolabis mendli är en tvåvingeart som beskrevs av Evgenyi Nikolayevich Savchenko 1983. Prionolabis mendli ingår i släktet Prionolabis och familjen småharkrankar. Inga underarter finns listade i Catalogue of Life.